# Lecques
Lecques (okzitanisch: Lècas) ist eine französische Gemeinde mit 473 Einwohnern (Stand: 1. Januar 2022) im Département Gard in der Region Okzitanien. Sie gehört zum Arrondissement Nîmes und zum Kanton Calvisson. Die Einwohner werden Lecquois genannt.

## Geografie
Lecques liegt etwa 23 Kilometer westlich von Nîmes und etwa 29 Kilometer nordnordöstlich von Montpellier. Im Osten begrenzt der Vidourle die Gemeinde. Umgeben wird Lecques von den Nachbargemeinden Orthoux-Sérignac-Quilhan im Norden, Vic-le-Fesq im Norden und Nordosten, Fontanès im Osten, Salinelles im Süden sowie Gailhan im Westen.

## Bevölkerungsentwicklung
| Jahr                       | 1962 | 1968 | 1975 | 1982 | 1990 | 1999 | 2006 | 2020 |
| -------------------------- | ---- | ---- | ---- | ---- | ---- | ---- | ---- | ---- |
| Einwohner                  | 215  | 203  | 165  | 182  | 215  | 216  | 309  | 458  |
| Quellen: Cassini und INSEE |      |      |      |      |      |      |      |      |

## Sehenswürdigkeiten

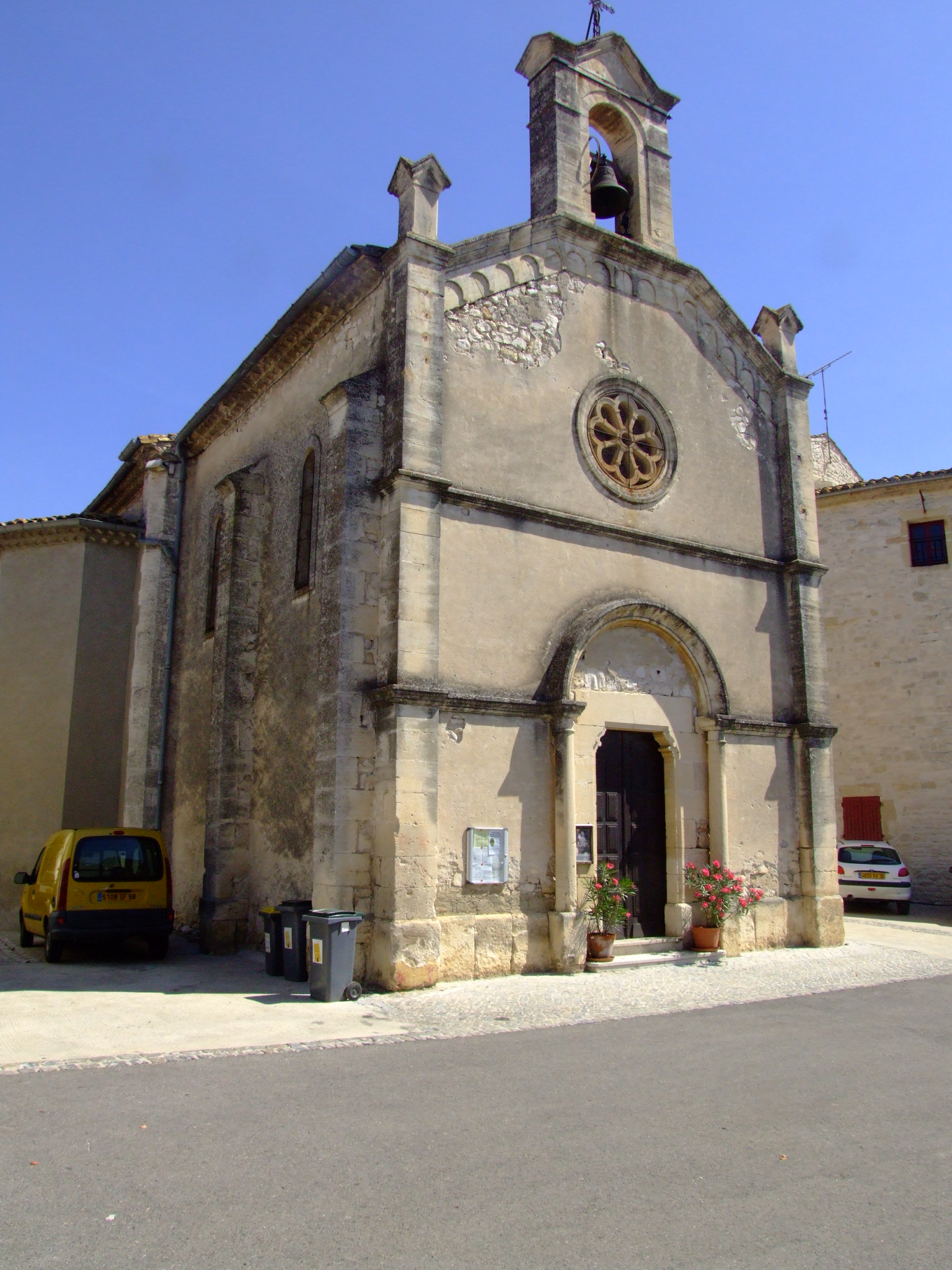
Kirche Saint-Étienne
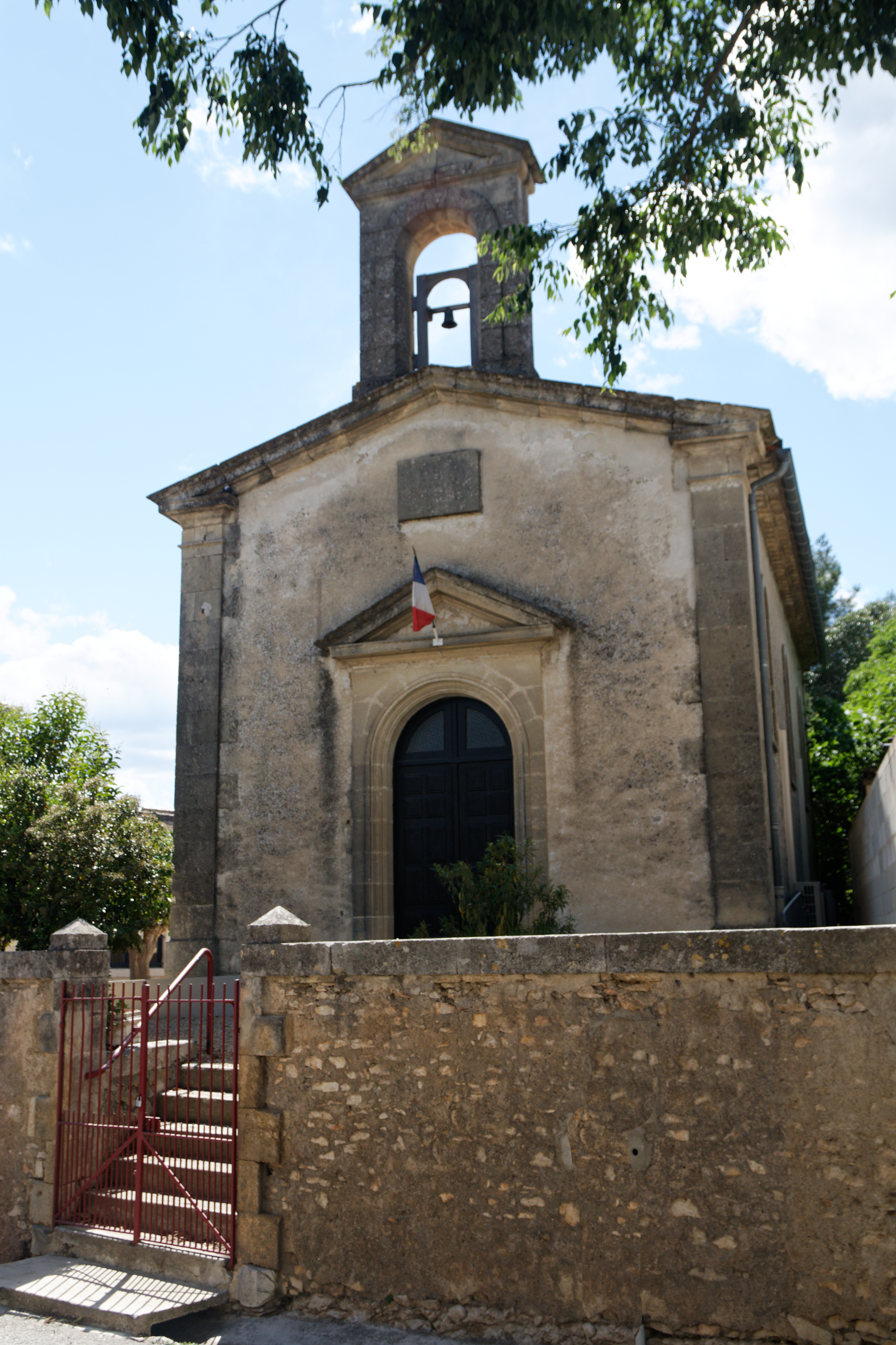
Protestantische Kirche
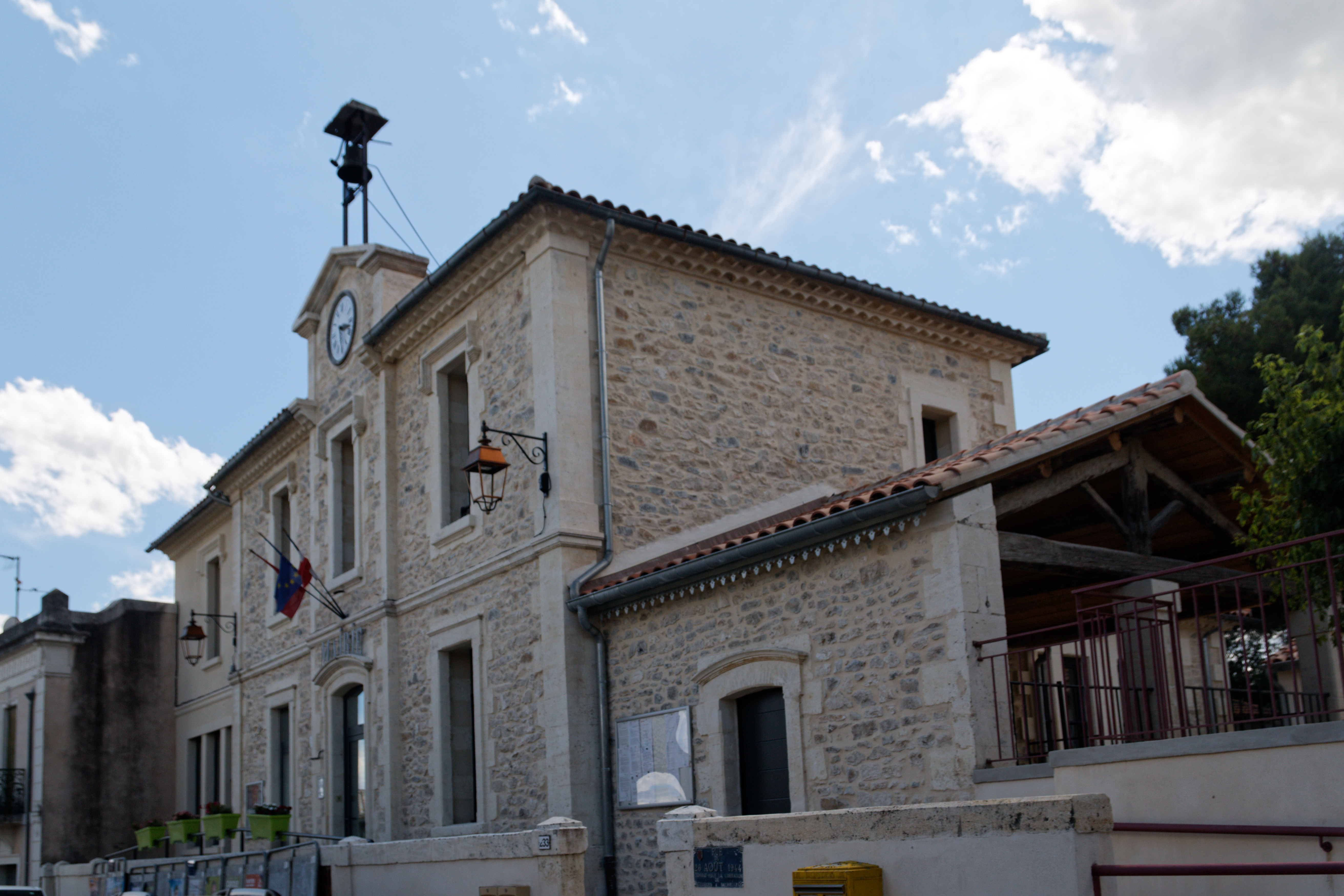
Rathaus
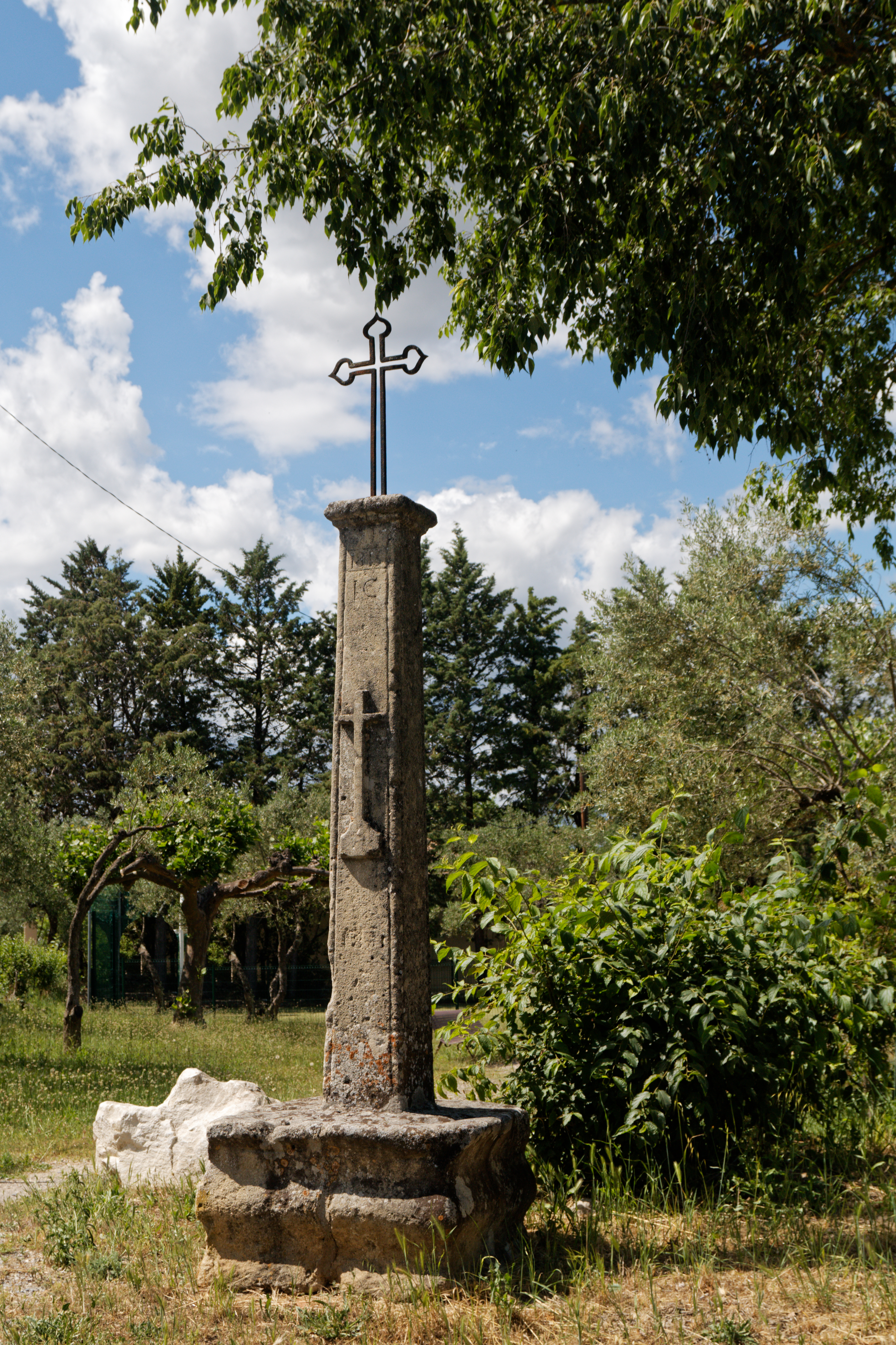
Missionskreuz

- Kirche Saint-Étienne
- Protestantische Kirche
- Rathaus
- Missionskreuz